# Velur

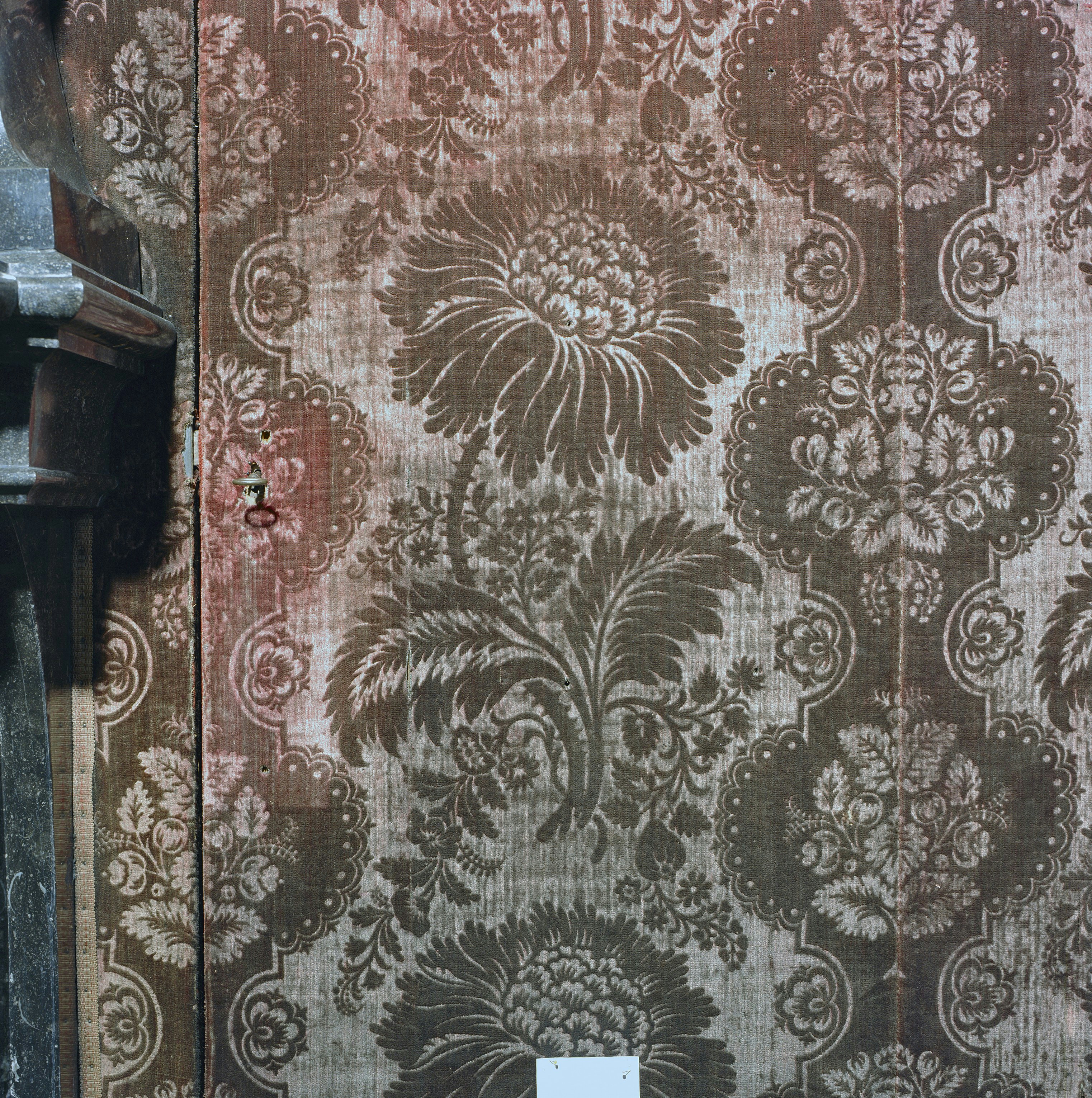
Vzorek tzv. „utrechtského“ veluru, tkaniny z mohérové příze známé od 18. století

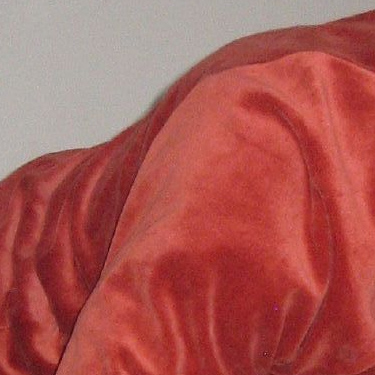
Velurová dekorační tkanina (2006)

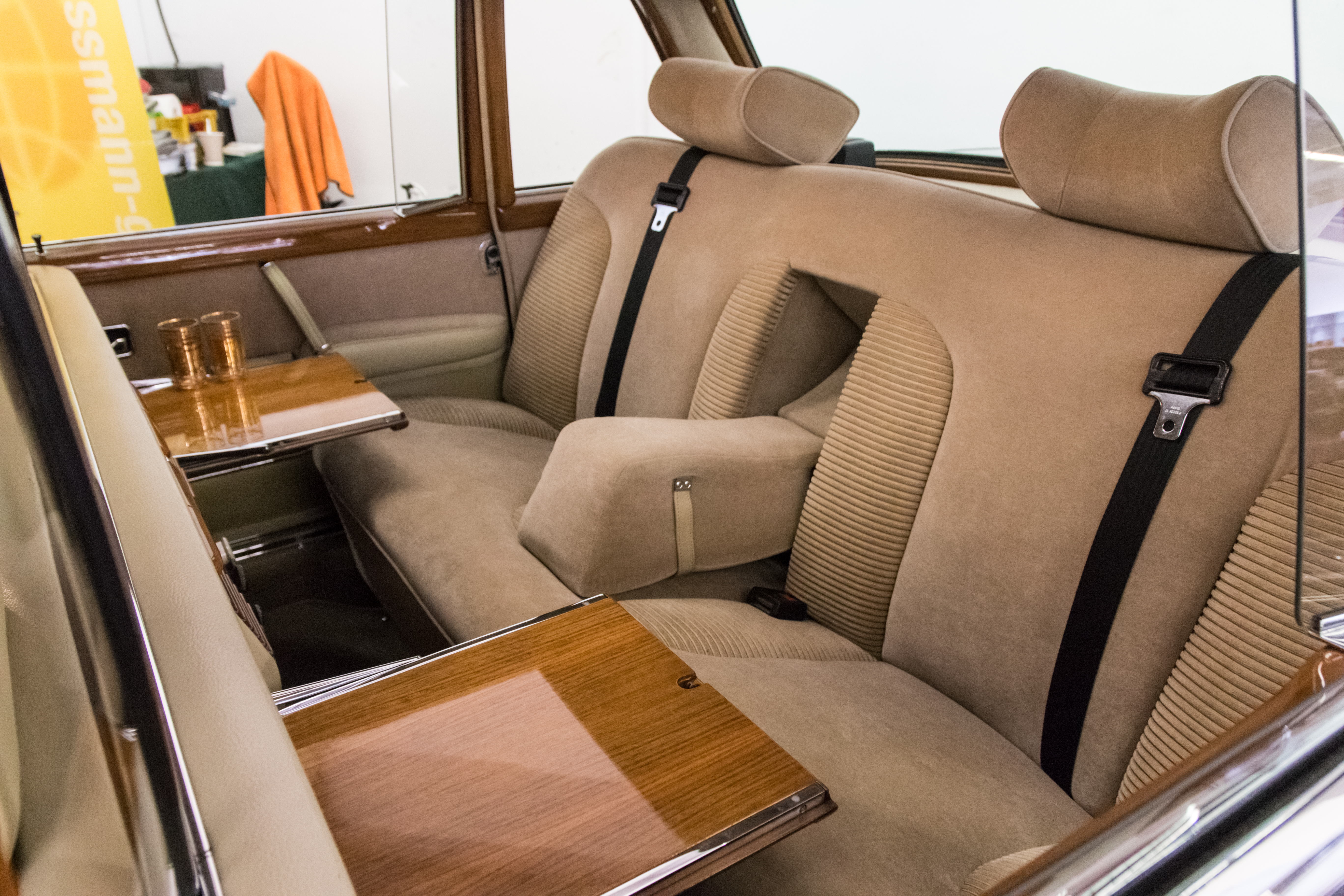
Velurové potahy interieru auta vyšší cenové kategorie (2019)

Velur (z franc. velours, samet) je označení pro různé druhy textílií s krátkým vlasem, které se vyznačují sametovým, jemně „chlupatým“ povrchem.  

## Samet
Jako tkaný osnovní samet se stříhanými nebo nestříhanými smyčkami o délce do 3 mm. Tato tkanina se vyrábí na několik způsobů, např.
- epingl, tzv. prutový samet ze dvou osnov,
- velur šifon, jemný osnovní samet s žebrovitými pruhy
- gaufrovaný velur, s raženou povrchovou strukturou, atd.[4]

## Upravená tkanina
Zdrsněné, česané, často postřihované bavlněné nebo vlněné tkaniny se také nazývají velur. Zboží má velmi krátký hustý vlas, používá se jako imitát sametu např. pod označením
- velveton (na klopy a límce sak, závěsy) nebo
- dyftýn (na pláště nebo dámské klobouky)

Velveton se snadno zamění s velvetem, který v češtině znamená plyšový koberec s řezaným vlasem (ale např. v němčině je to útkový bavlněný samet na svrchní ošacení).

## Pletenina
Osnovní pletenina s jednostranným, taženým, poměrně řídkým 3 až 10 mm dlouhým vlasem. Vyrábí se jako kombinace saténové vazby s uzavřeným trikotem, velurový vlas vzniká po speciální úpravě (velurování) platinových oček pleteniny.

## Koberec
Všívaný koberec (tufting) s krátkým vlasem ze stříhaných smyček.